# Łagiewniki (województwo dolnośląskie)
Łagiewniki (niem. Heidersdorf) – wieś w Polsce położona w województwie dolnośląskim, w powiecie dzierżoniowskim, w gminie Łagiewniki.

## Położenie

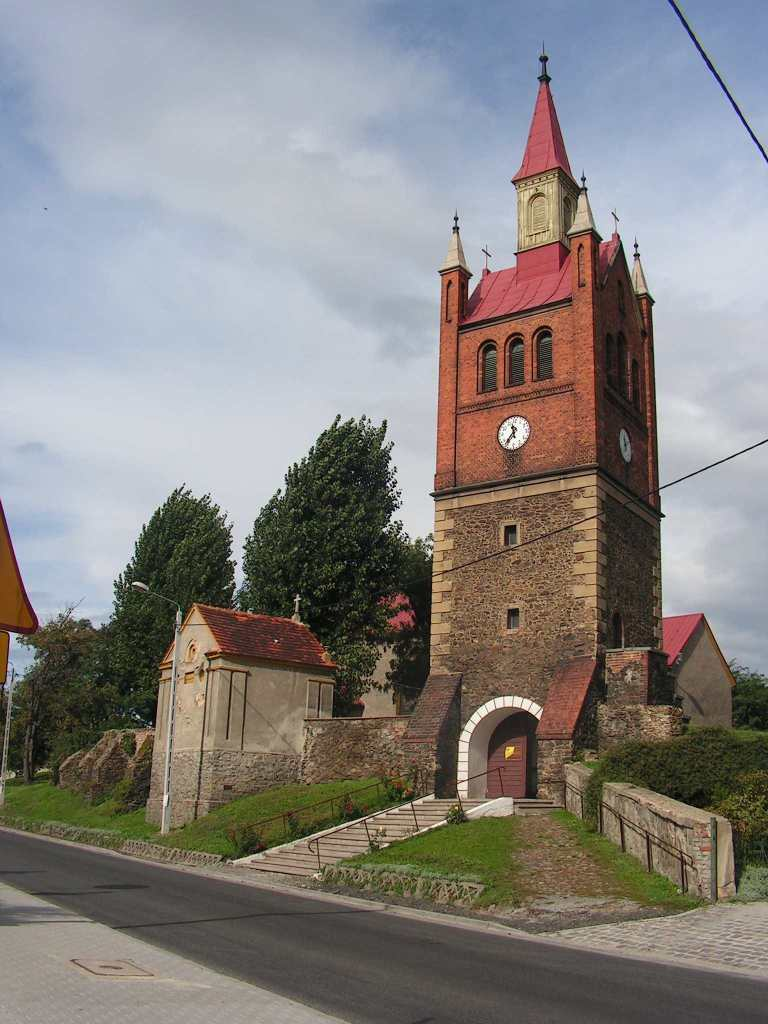
Dzwonnica kościoła św. Józefa

Łagiewniki usytuowane są na południowym skraju Niziny Wrocławskiej w centrum Wzgórz Łagiewnickich, u podnóża Wzgórz Niemczańsko-Strzelińskich i Masywu Ślęży. Wieś przecina dolinka Krzywuli, prawego dopływu Ślęzy.

## Transport
Miejscowość leży na skrzyżowaniu tras:
- 8E67  Droga krajowa nr 8 (E67): granica państwa – Kudowa-Zdrój – Wrocław – Warszawa – Białystok – Budzisko – granica państwa
- 39 Droga krajowa nr 39: Łagiewniki – Strzelin – Brzeg – Namysłów – Baranów
- DW384 Łagiewniki – Dzierżoniów – Bielawa (obwodnica) – Nowa Ruda (DW385)

Przez Łagiewniki przebiegają nieczynne linie kolejowe, linia kolejowa nr 304 (Łagiewniki – Brzeg) oraz linia kolejowa nr 310 (Kobierzyce – Piława Górna)

## Podział administracyjny
W latach 1954–1972 wieś należała i była siedzibą władz gromady Łagiewniki. W latach 1975–1998 miejscowość administracyjnie należała do województwa wrocławskiego. Obecnie jest ona jest siedzibą gminy Łagiewniki.

## Demografia
Jest największą miejscowością gminy, liczącą 2770 mieszkańców (2011).

## Nazwa
Nazwa miejscowości pochodzi od nazwy wczesnośredniowiecznego zawodu łagiewnika polegającego na wyrabianiu drewnianych lub glinianych naczyń. W minionych wiekach nazwa wsi zmieniała się następująco: 1253 r. – Lagevnik, 1317 r. – Heidenrici villa, 1330 r. – Heidinrici villa, 1335 r. – villa Henrici, 1390 r. – Heydnnrichsdorff, 1743 r. – Heydersdorf, 1783 r. – Heidersdorf, od 1945 r. – Łagiewniki.

## Historia

### Średniowiecze
Łagiewniki, dzięki dogodnemu położeniu przy skrzyżowaniu dróg: Wrocław – Niemcza (która w średniowieczu odgrywała ważną rolę jako jeden z najstarszych ośrodków władzy na Śląsku) i Strzelin – Dzierżoniów, jak i urodzajnym glebom stały się wsią o interesującej historii i weszły na stałe do historii regionu. Jej powstanie wiązać należy z grodem w Niemczy, dla którego pełniły funkcję służebną. Jej mieszkańcy zajmowali się rzemiosłem, uprawą ziemi i hodowlą bydła. Ważnym faktem było położenie na starożytnym szlaku bursztynowym. Pomimo stosunkowo późnych wzmianek źródłowych, wieś posiada znacznie starszy rodowód. Początkowo była to wieś słowiańska, najprawdopodobniej powstanie jej można wiązać ze zmianami społecznymi i administracyjnymi, zapoczątkowanymi na Śląsku na przełomie XI/XII wieku. W XIII wieku przekształcona została w procesie kolonizacji niemieckiej i ponownie lokowana na prawie niemieckim. Najstarsza wzmianka o wsi książęcej pochodzi 1253 roku. W połowie XIII wieku wieś została skolonizowana przez osadników z Turyngii. Można przypuszczać, że wówczas nastąpiła zmiana słowiańskiej nazwy na niemiecką, jako formę dzierżawcza od imienia legendarnego zasadźcy Heindricha. W 1311 roku książę brzeski Bolesław III daruje wieś z okolicą (Oleszna) oraz ze wszystkimi prawami i przywilejami (sołectwo) cystersom z Lubiąża, jako wieś klasztorną pod władzą opata. Donacje te potwierdzano w 1322 i 1343 roku. Nowi właściciele wznieśli gotycką świątynię (obecnie kościół cmentarny) i probostwo oraz założyli folwark. W czasie wojen husyckich (lata dwudzieste XV wieku) uległ zniszczeniu kościół i zabudowania wsi.

### XVI wiek
W 1534 roku w Łagiewnikach pojawiła się reformacja i pierwszy duchowny nowego wyznania. Kilkadziesiąt lat później w łagiewnickim domu parafialnym 26 pastorów, z powiatu niemczańskiego i strzelińskiego, podpisało statutu, będące dla kościołów protestanckich księstwa brzeskiego, swoistym „Credo”. W Wielki Czwartek 1574 roku powstała słynna „Heidersdorfer Konkordienformel” zwana także z łacińska „Formuła Concordiae Heidersdorfiensis”, czyli Łagiewnicka Formuła Zgody. Stanowiła ona jeden z ważniejszych dokumentów teologicznych i doktrynalnych śląskich kościołów luterańskich, wyznania augsburskiego, opracowany na dworze księcia Jerzego II w Brzegu.

### XVII wiek
W czasie wojny trzydziestoletniej liczne zniszczenia spowodowały przemarsze wojsk. W roku 1675 po śmierci ostatniego Piasta legnicko – brzeskiego – księcia Jerzego II wieś z całym księstwem przeszła pod panowanie Austrii.

### XIX wiek
W 1810 roku władze dokonały sekularyzacji dóbr klasztornych i kasaty zakonów. Majątek cystersów w postaci ziem, folwarku i zabudowań przeszedł na własność Państwa Pruskiego. W 1857 roku została założona pierwsza, niewielka cukrownia – przez spółkę Pommer & Rodhe, którą powiększono w 1859 roku i rozbudowano, przez firmę z Magdeburga. Początkowo cukrownia w Łagiewnikach była niewielką manufakturą o małym przerobie, szybko jednak stała się jedną z największych w okolicy. Do jej rozwoju przyczyniła się budowa linii kolejowych o charakterze lokalnym. 11 października 1883 Łagiewniki uzyskały połączenie kolejowe ze Strzelinem przez Kondratowice (w polu zachował się dawny budynek dworca kolejowego z zabudowaniami). 15 października 1884 otwarto linię do Niemczy, zaś 1 października 1898 do Kobierzyc przez Jordanów (z tego okresu pochodzi były dworzec kolejowy z zabudowaniami pomocniczymi).

### XX wiek
W 1910 roku nastąpiła duża rozbudowa cukrowni, a w latach 20. i 30. kolejne modernizacje, dzięki którym przerób osiągnął 2000 t buraków na dobę.Dogodne położenie geograficzne i urodzajne gleby przy sprzyjającej koniunkturze sprawiły, że Łagiewniki na przełomie XIX i XX wieku stały się uprzemysłowioną wsią. Dogodne połączenia kolejowe i drogowe między miastami powiatowymi a centrum (jakim był Wrocław) sprzyjały rozwojowi gospodarczemu regionu, w tym drobnej wytwórczości, handlu rzemiosła. Łagiewniki stały się ważnym ośrodkiem gospodarczym okolicy. Czynne były liczne sklepy, zakłady usługowe, składy i warsztaty zarówno naprawcze, jak i produkcyjne. Czynna była m.in. mleczarnia parowa i palarnia kawy, działała spółdzielcza kasa oszczędnościowo – pożyczkowa.
W latach 20. i 30. wybudowano nowe drogi, które ułatwiły komunikację kołową. W tym samym okresie rozbudowano wieś o osiedle domków robotniczych dwurodzinnych i szeregowych zlokalizowanych między stacją kolejową a cukrownią. 1 października 1932 Łagiewniki włączone zostały do powiatu dzierżoniowskiego, chociaż od stuleci należały do powiatu niemczańskiego. W statystyce z 1941 roku podano, że w Łagiewnikach mieszkało 1978 osób, zaś areał wynosił około 1320 ha. Po walkach 15 lutego 1945 wieś zajęli żołnierze sowieccy, a następnie po zakończeniu wojny polscy osadnicy i repatrianci. W roku 1946 Łagiewniki opuścili Niemcy, rok później (1947) uruchomiono cukrownię.

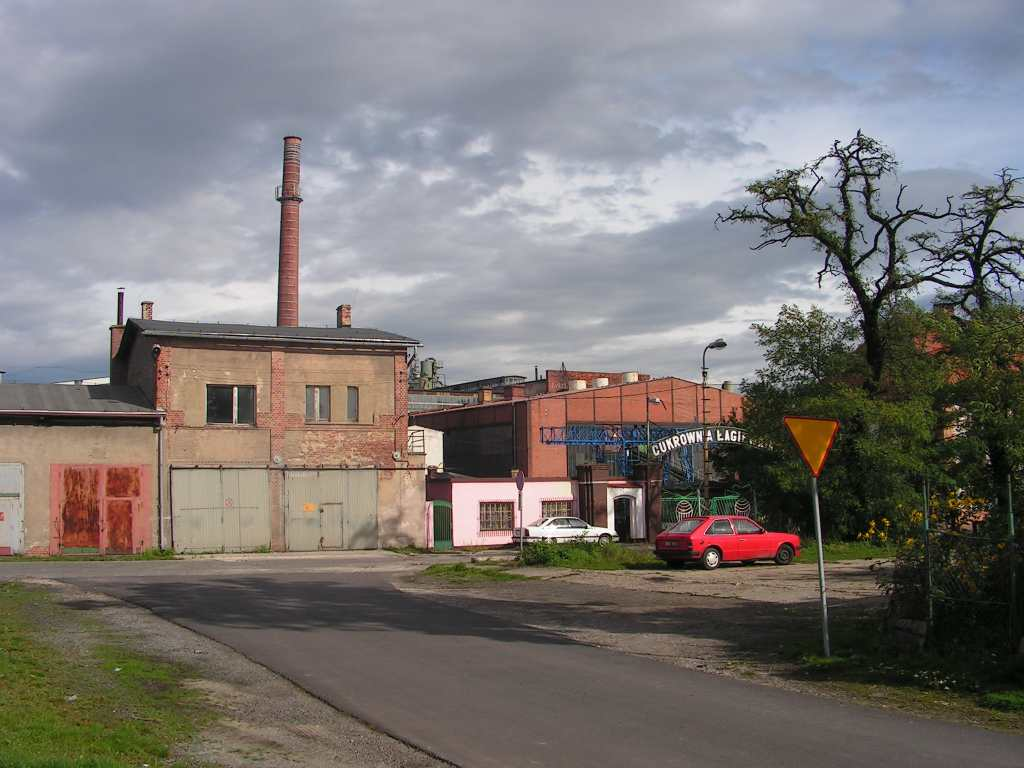
Była cukrownia, stan z 2006 r.

## Zabytki
Do wojewódzkiego rejestru zabytków wpisane są obiekty:
- kościół par. pw. św. Józefa Oblubieńca, XVIII-wieczny jednonawowy, utworzony z części pałacu przekazanej katolikom
- kościół cmentarny pw. Matki Boskiej Częstochowskiej, wybudowany w XV w. przez cystersów, w XVI w. przejęty przez protestantów, od 1945 ponownie rzymskokatolicki, obecnie kościół pomocniczy parafii św. Józefa Oblubieńca
- pałac z XVIII w.

inne zabytki:
- dawny klasztor cystersów.

## Gospodarka
Największym zakładem przemysłowym była cukrownia wybudowana w 1857 roku, produkowano tu „cukier złocisty” z mikroelementami, zakład został zamknięty w 2004 roku.

## Sport
W Łagiewnikach działa klub piłkarski Zieloni Łagiewniki założony w 1948 roku.

## Urodzeni w Łagiewnikach
- Heinar Kipphardt – urodzony w 1922 roku, niemiecki pisarz, przedstawiciel teatru dokumentalnego.
- Hermann Bauch – urodzony w 1856 roku, niemiecki poeta i badacz dialektu śląskiego[6].

## Rekreacja
We wsi znajduje się zalew rekreacyjno-wypoczynkowy obok gminnego stadionu sportowego.

## Szlaki turystyczne
Strzelin – Szańcowa – Gościęcice Średnie – Skrzyżowanie pod Dębem – Gromnik – Dobroszów – Kalinka – Skrzyżowanie nad Zuzanką – Źródło Cyryla – Ziębice – Lipa – Rososznica – Stolec – Cierniowa Kopa – Kolonia Bobolice – Kobyla Głowa – Karczowice – Podlesie – Ostra Góra – Starzec – Księginice Wielkie – Sienice – Łagiewniki – Oleszna – Przełęcz Słupicka – Sulistrowiczki – Ślęża – Sobótka
 Jordanów Śląski – Glinica – Janówek – Sokolniki – Łagiewniki – Przystronie – Jasinek – Niemcza – Stasin – Starzec – Strachów – Żelowice